# Kuito
Kuito è una città dell'Angola, situata nella parte centrale del paese e capoluogo della provincia di Bié. Ha una popolazione di 176.296 abitanti. In epoca coloniale il nome della città era Silva Porto.
Kuito è la città angolana che ha subito i maggiori danni durante la guerra civile, soprattutto nella fase degli anni 1993-94 quando rimase 9 mesi sotto assedio, ma anche in quella successiva alla rottura del trattato di pace di Lusaka (1998-99) quando le truppe ribelli dell'UNITA, appoggiate da mercenari, attaccarono la città usando mezzi blindati e artiglieria pesante.

Il numero di vittime è stato elevatissimo (oltre 30.000) e tutti gli edifici della città hanno subito pesanti danni.
Attualmente, oltre al problema del reintegro dell'elevato numero di profughi, la città versa in una profonda crisi economica, la popolazione vive di agricoltura di sussistenza e grazie ai sostegni alimentari della FAO.
Kuito è situata lungo il percorso della ferrovia del Benguela che collega le province interne con la costa. La linea ferroviaria, danneggiata dai conflitti, è in fase di riparazione.
La città è collegata inoltre con Luanda tramite voli interni.